# ジム・ジョーンズ (ラッパー)
ジム・ジョーンズ（Jim Jones､Capo Status、本名：Joseph "Jimmy" Guillermo Jones II、1976年7月15日 - ）は、アメリカ合衆国ニューヨーク州ハーレム出身のヒップホップMC。ディプロマッツのメンバー。

## ディスコグラフィ

### アルバム
- On My Way to Church (2004年)
- Harlem: The Diary of a Summer (2005年)
- Hustler's P.O.M.E. (Product of My Environment) (2006年)

### シングル
- Certified Gangstas (2004年)
- Crunk Muzik (2004年)
- Baby Girl (2005年)
- Summer Wit Miami (2005年)
- What You Been Drankin On (2005年)
- We Fly High (2006年)
- Emotionless (2007年)